# Pedicularis sylvatica subsp. lusitanica
Pedicularis sylvatica subsp. lusitanica é uma subespécie de planta com flor pertencente à família Scrophulariaceae. 
A autoridade científica da subespécie é (Hoffmanns. & Link) Cout., tendo sido publicada em Fl. Portugal 565 (1913).

## Portugal
Trata-se de uma subespécie presente no território português, nomeadamente em Portugal Continental.
Em termos de naturalidade é nativa da região atrás indicada.

## Protecção
Não se encontra protegida por legislação portuguesa ou da Comunidade Europeia.